# Lev Semënovič Vygotskij
Lev Semënovič Vygotskij in russo Лев Семёнович Выго́тский? (Orša, 17 novembre 1896 – Mosca, 11 giugno 1934) è stato uno psicologo e pedagogista sovietico, padre della scuola storico-culturale.

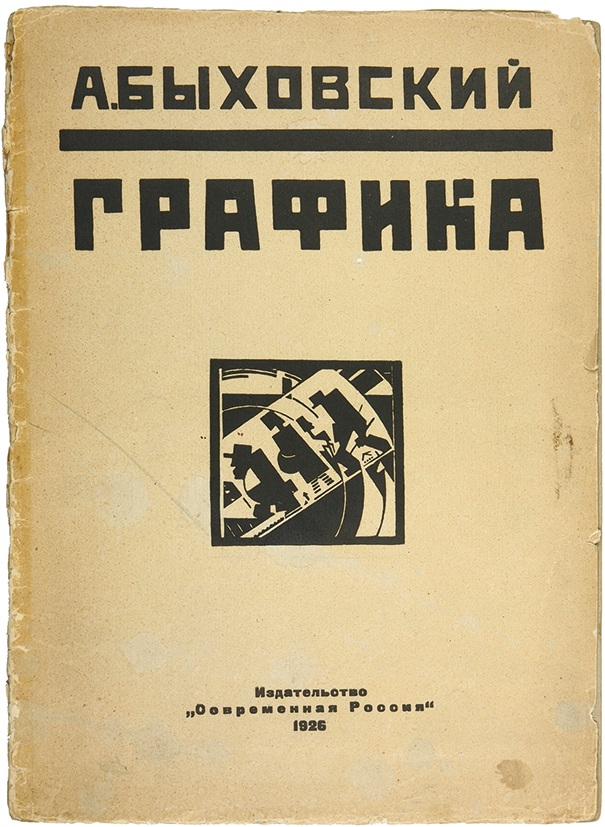
Vygotskij e l'arte - Grafika A. Bykhovskogo - 1926

Vygotskij è stato definito dal filosofo Stephen Toulmin il «Mozart della psicologia». Solo negli anni ottanta è cominciata una ricostruzione critica dell'opera di Vygotskij.

## Biografia
Vygotskij nacque il 17 novembre (5 novembre nel calendario giuliano) 1896 ad Orša, in Bielorussia, da una famiglia di ebrei benestanti. Maturato al Ginnasio di Homel', si iscrisse nel 1913 alla facoltà di giurisprudenza dell'Università statale di Mosca, dove si laureò nel 1917.
Possiamo identificare tre fasi che hanno caratterizzato l'attività scientifica di Vygotskij:
In una prima fase, dal 1915 e il 1927, Vygotskij si occupò principalmente di critica letteraria e Psicologia dell'arte e iniziò ad interessarsi all'applicazione della psicologia nell'educazione. Fra le opere più importanti risalenti a questo periodo ricordiamo La tragedia di Amleto (1916), e Psicologia dell'arte (1925). Il 6 gennaio 1924 Vygotskij ebbe modo di leggere una sua relazione, intitolata Metodologia della ricerca riflessologica e psicologica, ad un importante congresso panrusso di pedagogia, psicologia, psiconeurologia, suscitando molto interesse nel pubblico presente. La notorietà derivante da tale evento fu di tale entità che lo stesso anno fu invitato a trasferirsi a Mosca, insieme alla moglie Roza Smechova, per lavorare all'Istituto di psicologia, dove conobbe Aleksej Nikolaevič Leont'ev e Aleksandr Romanovič Lurija. Nel 1925 Vygotskij tenne la conferenza La coscienza come problema psicologico del comportamento, il cui testo divenne il manifesto della Scuola storico-culturale di cui Vygotskij è considerato il fondatore. Nello stesso anno divenne direttore del Dipartimento per l'Istruzione dei Bambini Handicappati e in seguito anche dell'Istituto di Difettologia.
In una seconda fase, dal 1928 al 1931, Vygotskij affrontò il problema della storicità delle funzioni psichiche con una serie di analisi critiche sulle teorie fisiologiche e psicologiche del tempo. L'opera più rilevante di questo periodo è la monografia Storia dello sviluppo delle funzioni psichiche superiori, terminata di scrivere nel 1931.
In questo periodo Vygotskij diresse il laboratorio di psicologia all'Accademia dell'educazione comunista.
Nell'ultima fase, dal 1932 al 1934, Vygotskij si occupò di varie tematiche di psicologia, in particolare delle emozioni. Una monografia pubblicata postume è Teoria delle emozioni (1982). Morì di tubercolosi l'11 giugno 1934. Fra le più importanti opere pubblicate dopo la sua morte: Pensiero e linguaggio (1934), considerato il capolavoro di Vygotskij.
Vygotskij si sposò nel 1924 con Roza Noevna Zmechova (1899-1979) ed ebbe due figlie: Gita L'vovna Vygodskaja (1925-2010), psicologa e pedagogista, e Asja L'vovna Vygodskaja (1930-1985), biologa. La moglie e le figlie mantennero il cognome originario (Vygodskij) che era stato cambiato in Vygotskij dallo psicologo nel 1923.

## Il pensiero
L'idea centrale della prospettiva di Vygotskij è che lo sviluppo della psiche è guidato e influenzato dal contesto sociale, quindi dalla cultura del particolare luogo e momento storico in cui l'individuo si trova a vivere e che provoca quindi delle stimolazioni nel bambino, e si sviluppa tramite "strumenti" (come il linguaggio) che l'ambiente mette a disposizione.
Per Jean Piaget la pressione dell'ambiente non ha effetto sul sistema nervoso (il bambino impara interagendo da sé sugli oggetti) mentre per Vygotskij è l'ambiente culturale a consentire lo sviluppo cognitivo. Il salto qualitativamente superiore delle abilità cognitive avviene secondo Vygotskij tramite età stabili ed età critiche, la relazione fra queste consente lo sviluppo cognitivo. Le età stabili sono quei periodi di vita in cui i cambiamenti sono minimi ma che con l'accumularsi portano alla creazione di età critiche che consentono il passaggio allo stadio successivo. Queste crisi sono importanti perché se superate correttamente garantiscono uno sviluppo cognitivo corretto nel bambino.
La psiche non è altro che il riflesso delle condizioni materiali, le quali possono essere modificate e trasformate in prospettiva di un fine concreto. Vygotskij accetta l'ipotesi che la struttura base dei processi psichici sia la sequenza stimolo-reazione, ma in merito a processi psichici superiori (il livello delle funzioni intellettive) inserisce un nuovo elemento: lo stimolo-mezzo.
Lo stimolo-mezzo è uno stimolo "creato" dall'uomo; è utilizzato per instaurare un nuovo rapporto stimolo-risposta e promuovere lo svolgimento del comportamento in una direzione diversa. In particolare egli studia l'importanza dell'uso di strumenti e simboli nello sviluppo umano come stimoli-mezzo.
L'esempio più celebre con cui Vygotskij illustra il concetto di stimolo-mezzo è quello del fazzoletto: se una persona deve ricordarsi di svolgere una mansione, può fare un nodo su un fazzoletto; il nodo è uno stimolo-mezzo, che media il rapporto tra il dovere di compiere una mansione e l'azione-risposta. Il comportamento umano non è quindi per Vygotskij la semplice interazione fra stimoli e risposte, ma è mediato da stimoli-mezzo, i quali possono essere strumenti esterni (il nodo del fazzoletto), ma anche strumenti acquisiti dall'ambiente sociale e interiorizzati.
In virtù di tale caratteristica i processi psichici superiori (pensiero, linguaggio, memoria) non hanno un'origine naturale, ma sociale e li si può comprendere solo prendendo in considerazione la storia sociale.

## La zona di sviluppo prossimale
Nella teoria di Lev Vygotskij un concetto fondamentale, che serve a spiegare come l'apprendimento del bambino si svolga con l'aiuto degli altri, è costituito da quella che viene comunemente denominata zona di sviluppo prossimale (ZSP), anche se secondo Luciano Mecacci, che nel 1990 ha curato la prima traduzione mondiale integrale dal russo di Pensiero e linguaggio, la traduzione più corretta in italiano dovrebbe essere ‘’zona di sviluppo prossimo’’. La ZSP è definita come la distanza tra il livello di sviluppo attuale e il livello di sviluppo potenziale, che può essere raggiunto con l'aiuto di altre persone, che siano adulti o dei pari con un livello di competenza maggiore. Secondo Vygotskij, l'educatore dovrebbe proporre al bambino problemi di livello un po' superiore alle sue attuali competenze, ma abbastanza semplici da risultargli comprensibili; insomma, all'interno di quell'area in cui il bambino può estendere le sue competenze e risolvere problemi grazie all'aiuto degli altri (la ZSP, appunto).
Il progresso attraverso la zona di sviluppo prossimale è stato descritto come una successione di tre stadi:
Stadio 1: in cui la prestazione è controllata da persone più esperte. Prima di riuscire a funzionare indipendentemente, i bambini sono costretti ad affidarsi all’aiuto di altre persone. L’adulto deve dimostrare e guidare, mentre il bambino si limita ad ubbidire e imitare.
Stadio 2: in cui la prestazione è controllata dal bambino. Con il tempo, il bambino si assume la maggior parte della responsabilità di un esito positivo che prima era affidata all’adulto.
Stadio 3: in cui la prestazione è automatizzata. L’esecuzione del compito ora procede senza ostacoli e viene portata avanti dal bambino automaticamente.
Questi problemi quindi, potranno essere risolti dal bambino aiutato da un esperto (l'educatore, un adulto o anche un pari con maggiori competenze in quel campo), ma non dal bambino che non riuscirebbe ad affrontarli da solo (in quel caso saremmo all'interno della zona di sviluppo attuale). Se il processo è impostato correttamente, la zona di sviluppo attuale del bambino si amplia, includendo quella che in precedenza era la zona di sviluppo prossimale, in altre parole egli diventa capace di eseguire autonomamente un compito che prima non sapeva eseguire. All'esterno della zona di sviluppo attuale si crea una nuova zona di sviluppo prossimale.
Come per Vygotskij, anche secondo Bruner, l’aiuto di un esperto, che fornisce indicazioni e suggerimenti utili, è importante, perché consente al bambino di svolgere un compito, pur non avendo ancora tutte le conoscenze e le abilità specifiche per farlo in modo autonomo.
Un concetto simile a quello della zona di sviluppo prossimale è il concetto di scaffolding. Questo termine deriva dalla parola inglese “scaffold”, che letteralmente significa “impalcatura”  e che viene utilizzato in psicologia per indicare l’aiuto dato da una persona ad un’altra per svolgere un compito. È una modalità di intervento che permette di adottare un insieme di strategie di aiuto, per favorire il processo di apprendimento.
Anche lo scaffolding segue diverse fasi:
Fase 1: il modelling, che è il momento di imitazione dell’adulto. L’educatore o l’insegnante fa vedere come si compie l’azione, offrendo un modellamento nello svolgimento dell’attività;
Fase 2: lo scaffolding vero e proprio, in cui, al tempo stesso, l’educatore fornisce l’impalcatura fatta di strumenti, obiettivi e pratiche e in cui chi apprende si appropria delle parti più rilevanti ed importanti di quell’azione;
Fase 3: il fading, ovvero la dissolvenza; si tratta del momento in cui l’adulto pian piano scompare e lascia sempre maggiori spazi di autonomia a chi sta apprendendo.
Al fine di rendere efficaci le strategie di comportamento messe in atto dall’adulto nello scaffolding, è importante tenere conto di tre categorie di influenze: la prima riguarda la sensibilità dell’adulto nei confronti del bambino. Egli deve saper cogliere le sue esigenze e difficoltà, l’insensibilità priva il bambino del sostegno adeguato e necessario per la soluzione del problema. La seconda riguarda la capacità del bambino di saper sfruttare l’aiuto ricevuto dall’adulto. In alcune circostanze il bambino non è in grado di sfruttare al meglio l’aiuto ad esempio a causa di deficit o ritardi cognitivi. Infine la terza riguarda il tipo di relazione che si instaura tra adulto e bambino. Quando tra i due si sviluppa un attaccamento sicuro l’azione di scaffolding risulterà più efficace. Nei suoi studi Vigotskij si è interessato alla situazione di interazione tra adulto e bambino in cui era presente un’asimmetria. Questa asimmetria può verificarsi anche in altre situazioni, in quella di genitore-figlio, insegnante-allievo ma anche di bambino più esperto e bambino meno esperto. In quest’ultimo caso i bambini imparano dalla guida di un compagno anche di poco più esperto e questi compagni possono essere dei tutor efficaci quando adottano le stesse strategie adottate dagli adulti. In ambito scolastico l’applicazione del concetto di zona di sviluppo prossimale e di scaffolding si sviluppa in due circostanze:
1. nell'apprendimento collaborativo, che prevede un lavoro di collaborazione tra bambini all’incirca allo stesso livello di competenza;
2. nel tutoring tra pari, ovvero il caso in cui un bambino più esperto istruisce e guida un altro bambino con l’obiettivo di portarlo ad un livello di competenza simile al proprio.

## Il discorso interno
Importantissimo il contributo vygotskiano sull'interrelazione lingua-pensiero. Il concetto, indagato in Pensiero e linguaggio (Myšlenie i reč', traduzione alternativa: Pensiero e discorso), consiste nella relazione profonda tra discorso (sia interno sia orale) e sviluppo dei concetti. Il discorso interno è qualitativamente diverso da quello esterno. Nella forma matura il discorso interno non verbale è incomprensibile a chiunque tranne per il soggetto stesso e non assomiglia al discorso verbale, essendo composto di verbi e molto compresso.
Il discorso con se stesso, da attività infantile, diviene gradualmente strumento di regolazione del comportamento. Il bambino comincia parlando ad alta voce da solo, e poi interiorizza il discorso.
I pensieri sono mediati dalla semiotica del discorso interno. Il pensiero può esistere senza lingua, ma con la mediazione della lingua si sviluppa a un livello di sofisticazione più elevato.

## Vygotskij e la censura stalinista
Con la Rivoluzione russa (1917) si verificò una profonda trasformazione nella cultura e nella scienza russa. Anche la psicologia doveva essere trasformata ed edificata su nuove basi alla luce del materialismo storico.
Nei primi anni trenta, Vygotskij fu vittima della repressione politica che avvenne durante il regime stalinista. Nel 1936 il decreto del Comitato centrale del PCUS, condannò la psicologia perché si richiamava a valori borghesi, utilizzava test intellettivi e proponeva una prassi meccanica dello sviluppo psichico e della prassi educativa, definita "perversione pedagogica".
Il suo nome venne incluso nella lista nera, come quello di molti altri psicologi. Dal 1936 al 1956 le opere di Vygotskij vennero bandite, sebbene continuassero a circolare clandestinamente.

## Vygotskij e l'Occidente
Nella prima metà del XX secolo l'attenzione in Occidente era rivolta soprattutto a Jean Piaget. L'attività di Vygotskij era praticamente sconosciuta. Solo negli anni sessanta si è verificata una riscoperta delle sue opere, in particolare grazie alla traduzione americana - seppure parziale - di Pensiero e linguaggio nel 1962, con prefazione di J. S. Bruner e i commenti di J. Piaget.
Ad ostacolare la conoscenza di Vygotskij è stata soprattutto la difficoltà di reperire le sue opere, alcune delle quali sono rimaste inedite fino agli anni '80. Molte edizioni di Pensiero e linguaggio, stampate in questo periodo, erano sintetiche, agili e facilmente comprensibili, pur a scapito del testo e del contenuto.
Solo intorno agli anni '90 hanno iniziato a diffondersi nuove edizioni, relativamente complete e fedeli al testo. In Italia, la prima edizione integrale di Pensiero e linguaggio risale al 1990. Tale traduzione si basava per la prima volta sulla prima edizione russa del 1934, permettendo così di individuare i tagli e le censure effettuati sulle ristampe russe del 1956 (su cui si erano basate le varie traduzioni occidentali precedenti) e del 1982.
La prospettiva di Vygotsky ha influenzato lo sviluppo della psicologia contemporanea ed in particolare di molte teorie importanti in ambito educativo quali: il modello ecologico di Urie Bronfenbrenner, la Teoria dell'attività, ecc.
Forti influenze di Vygotsky possono essere rintracciate in Jerome Bruner, Michael Cole, James Wertsch, Sylvia Scribner, Vera John-Steiner, Ann Brown, Courtney Cazden, Gordon Wells, René van der Veer, Jaan Valsiner, Pentti Hakkarainen, Seth Chaiklin, Alex Kozulin, Nikolai Veresov, Anna Stetsenko, Kieran Egan, Fred Newman, David McNeill, Lois Holzman. In Italia si sono particolarmente interessati dell'opera di Vygotskij gli psicologi Luciano Mecacci, Maria Serena Veggetti, Clotilde Pontecorvo, Maria Paglia, Guido Pesci.

## Le ricerche in Uzbekistan
Nel 1929 Vygotskij si reca in Uzbekistan, dove terrà un corso per insegnanti e psicologi del luogo. È una delle prime esperienze di pedagogia interculturale per dimostrare che i processi cognitivi superiori avrebbero subito delle modifiche sotto l’impulso delle riforme sociali e sotto l’influenza della scolarizzazione. Al contrario, i processi cognitivi di base sarebbero rimasti gli stessi. Vygotskij , infatti, era convinto si dovesse indagare la cultura autoctona con strumenti culturali prodotti dalla cultura stessa e che fosse proprio questa a creare abilità specifiche.
In una prima spedizione furono testate le abilità cognitive della popolazione tramite il problem solving, l’abilità nell’uso dei sillogismi, la capacità immaginativa, la consapevolezza di sé, la sensibilità religiosa e la suscettibilità alle illusioni ottiche. La collaborazione fra la scuola di Vygoskij e la Gestalt portò ad una seconda spedizione in Uzbekistan nel 1932. Vygostkij scelse proprio questa regione per i suoi esperimenti in quanto presentava varie caratteristiche per testare la trasformazione sociale in atto e l’impatto che avrebbe determinato. Infatti, i sovietici stavano riorganizzando il sistema scolastico e parallelamente avevano sradicato il sistema contadino fondato sui kulaki, per trasformarlo in un sistema con grandi fattorie collettive (i kolchoz).
Lurija, seguace di Vygotskij, in questa seconda missione suddivise la popolazione in cinque gruppi con diverso livello di istruzione o “grado di primitivismo” :
-analfabeti e donne di villaggi remoti con scarsa vita sociale;
-agricoltori privati residenti in quei villaggi;
-donne che avevano frequentato corsi di istruzione di breve durata;
-lavoratori nei villaggi collettivizzati;
-donne frequentanti una scuola di formazione per insegnanti.
Lo scopo era capire se l’accesso alla scolarizzazione avrebbe determinato nuovi profili cognitivi. Si giunse così alla conclusione che le operazioni formali di problem solving presentassero maggiori difficoltà per i soggetti non scolarizzati. Tuttavia, se questi avevano l’opportunità di frequentare la scuola per un paio di anni, non incontravano più alcuna difficoltà col il ragionamento ipotetico.
Quindi sono le varie culture che forniscono ai membri set di strumenti che determinano le loro modalità di pensiero.

## Opere
- Van der Veer & Yasnitsky (2016).  Vygotsky's published works: a(n almost) definitive bibliography.. In: Yasnitsky, A. & van der Veer, R. (Eds.) (2016).  Revisionist Revolution in Vygotsky Studies (archiviato dall'url originale il 6 maggio 2017). (pp.;243–260). London and New York: Routledge

### Opere e raccolte
- Consciousness as a problem in the Psychology of Behavior, 1925
- Educational Psychology, 1926
- Historical meaning of the crisis in Psychology, incompleto e chiuso nel 1927
- The Problem of the Cultural Development of the Child, 1929
- The Fundamental Problems of Defectology, 1929
- The Socialist alteration of Man, 1930
- Ape, Primitive Man, and Child: Essays in the History of Behaviour, A. R. Luria e L. S. Vygotsky, 1930
- Tool and symbol in child development,  circa 1930
- Paedology of the Adolescent, 1929-1931
- Play and its role in the Mental development of the Child, presentazione orale 1933
- Thinking and Speech, 1934
- The Psychology of Art, 1971 (Traduzione in inglese MIT Press)
- Mind in Society: The Development of Higher Psychological Processes, 1978 (Harvard University Press)
- The Collected Works of L. S. Vygotsky, 1987

## Edizioni italiane degli scritti di Vygotskij
- Pensiero e linguaggio, (1934), trad. di Adele Fara Costa, Maria Pia Gatti, Maria Serena Veggetti, Firenze, Giunti-Barbera, 1966.
- Psicologia e pedagogia, con Aleksandr Romanovič Lurija e Aleksej Nikolaevič Leont'ev, Roma, Editori Riuniti, 1969.
- Immaginazione e creatività nell'età infantile, Roma, Editori Riuniti, 1972, 1990, 2010, ISBN 978-88-6473-036-3
- Psicologia dell'arte, traduzione di Agostino Villa, Roma, Editori Riuniti, 1972, CL 63 0416 8.
- Lo sviluppo psichico del bambino, Roma, Editori Riuniti, 1973, 2010, ISBN 978-88-6473-027-1..
- La tragedia di Amleto, Roma, Editori Riuniti, 1973, 2021.
- Storia dello sviluppo delle funzioni psichiche superiori e altri scritti, Firenze, Giunti-Barbera, 1974, 2009, ISBN 978-88-09-74250-5.
- Il processo cognitivo, raccolta di scritti a cura di Michael Cole, Sylvia Scribner, Vera John-Steiner, Ellen Souberman, trad. di Caterina Ranchetti, Torino, Boringhieri, 1980; Collana Universale scientifica, Bollati Boringhieri, 1987.
- Antologia di scritti, Bologna, Il Mulino, 1983, ISBN 88-15-00027-5.
- Fondamenti di difettologia, cura e prefazione di  Guido Pesci, Roma, Bulzoni, 1986.
- Lezioni di psicologia, Roma, Editori Riuniti, 1986, ISBN 88-359-2965-2.
- La scimmia, l'uomo primitivo, il bambino. Studi sulla storia del comportamento, con Aleksandr Romanovič Lurija, Firenze, Giunti, 1987, ISBN 88-09-20001-2.
- Pensiero e linguaggio. Ricerche psicologiche, edizione integrale a cura di L. Mecacci, Roma-Bari, Laterza, 1990, ISBN 88-420-3588-2.
- Strumento e segno nello sviluppo del bambino, con Aleksandr Romanovič Lurija, Roma-Bari, Laterza, 1997, ISBN 88-420-5174-8.
- Psicologia pedagogica. Manuale di psicologia applicata all'insegnamento e all'educazione, Gardolo, Trento, Erickson, 2006, ISBN 88-7946-850-2.
- La Teoria delle emozioni, edizione integrale a cura di Mauro Campo, Roma, L'Albatros, 2015, ISBN 978-88-89-82036-0.
- La mente umana. Cinque saggi, a cura di Luciano Mecacci, Milano, Feltrinelli, 2022, ISBN 978-88-07-90414-1.